# Archidiocèse de Spolète-Norcia
L' archidiocèse de Spolète-Norcia (en latin : Archidioecesis Spoletana-Nursina ; en italien : Arcidiocesi di Spoleto-Norcia) est un archidiocèse de l'Église catholique en Italie sous exemption et appartenant à la région ecclésiastique d'Ombrie.

## Territoire
Il est situé sur une partie de la province de Terni. L'autre partie de la province de Terni est dans l'archidiocèse de Pérouse-Città della Pieve et dans les diocèses d'Orvieto-Todi et de Terni-Narni-Amelia. Le diocèse se trouve aussi sur une partie de la province de Pérouse, l'autre partie de cette province étant partagé par l'archidiocèse de Pérouse-Città della Pieve et les diocèses d'Orvieto-Todi, d'Assise-Nocera Umbra-Gualdo Tadino, de Foligno, de Gubbio et de Città di Castello. Son territoire est d'une superficie de 1 836 km2 divisé en 71 paroisses regroupées en 5 archidiaconés.
L'évêché est à Spolète où se trouve la cathédrale de l'Assomption. La cathédrale de Santa Maria Argentea est cocathédrale depuis la fusion des diocèses de Spolète et de Norcia. Le diocèse possède deux basiliques mineures : la basilique Saint-Benoît de Norcia qui est construite sur le lieu de naissance de saint Benoît de Nursie et de sainte Scolastique ; et la basilique Sainte-Rita de Cascia qui conserve les reliques du bienheureux Simon Fidati, de la bienheureuse Marie Thérèse Fasce, de sainte Rita de Cascia et garde le souvenir d'un miracle eucharistique. Les autres lieux de pèlerinages sont Montefalco en l'honneur de sainte Claire de Montefalco, Bevagna où se trouve le corps du bienheureux Jacques Bianconi et Cannaiola di Trevi (frazione de Trevi) avec le bienheureux Pierre Bonilli, fondateur des sœurs de la Sainte Famille de Spolète.

## Histoire
L'archidiocèse actuel est né le 30 septembre 1986 par l'union de l'archidiocèse de Spolète et le diocèse de Norcia par le décret Instantibus votis de la congrégation pour les évêques.

### Archidiocèse de Spolète
Selon la tradition locale, le diocèse de Spolète est érigé au début du IIe siècle avec l'évêque saint Brize. Les preuves archéologiques attestent d'une présence chrétienne à Spolète ou sur son territoire dans les classes sociales les plus élevées depuis le IVe siècle. La série épiscopale des premiers siècles comprend une liste de divers évêques canonisés, mais seuls quelques-uns sont historiquement attestés. Le premier d'entre eux est Cécilien, qui reçoit une lettre du pape Libère, écrite avant l'été 356, et qui, selon ce que Cesare Baronio écrit, prend part à un concile à Milan au cours de l'été 355. Spes lui succède, qui est connu pour son épitaphe ; Achillée fait construire l'église saint Pierre, et qui est chargé en 419 de célébrer les festivités de Pâques à Rome alors que le siège est vacant ; Amase, dont l'épitaphe, maintenant perdue, le donnait comme évêque de 476 à 489 ; Jean, qui participe aux conciles de 499, 501 et 502 organisés par le pape Symmaque et reçoit une lettre du pape Gélase Ier (492-496) ; Paulin, qui vit à l'époque du pape Pélage Ier ; et Chrysante, à qui Grégoire Ier confie momentanément le soin de l'Église de Norcia.
Entre le VIe  et le  VIIe siècle, Spolète récupère les territoires des diocèses supprimés de Trevi (it), Spello (it), Bevagna (it) ; vers le milieu du IXe siècle, le diocèse de Terni, restauré en 1218, est annexé à Spolète. Au XIe siècle, l'évêque Andrea commence la rénovation de la cathédrale, dont la première attestation remonte à 956 ; le nouvel édifice est consacré une première fois en 1198 par le pape Innocent III, puis par la suite par le pape Honorius III en 1216. C'est dans la cathédrale de Spolète, saint Antoine de Padoue est solennellement canonisé en 1232.
Il existe de nombreuses institutions monastiques présentes dans le diocèse. Parmi les plus importants : San Giuliano sopra Spoleto, San Marco in Pomeriis, l'abbaye de San Pietro in Valle près de Ferentillo, San Felice di Narco, San Pietro di Bovara sur le territoire de Trevi, San Pietro di Montemartano, San Felice di Giano, Santa Maria di Turrita, San Silvestro di Collepino près de Spello et Sant'Eutizio dans la vallée de Castoriana. Parmi les monastères féminins : Sant'Eufemia, San Paolo inter vineas et San Concordio. Vers le milieu du XIIIe siècle, les dominicains, franciscains et augustins arrivent à Spolète. Entre la fin du XIIIe  et du  XIVe siècle, le diocèse de Spolète est le plus vaste de l’Ombrie, s’étendant sur une superficie d’environ 2 484 km2 regroupant un total de 345 églises, dont 94 dans les centres urbains et 251 en zone rural.
En 1586, il cède au diocèse de Camerino une partie de son territoire situé le long de la crête des Apennins Umbria-Marche, en compensation de la perte de San Severino Marche, érigée en diocèse par le pape Sixte V. Au début du XVIIe siècle, l'évêque Alfonso Visconti (1601-1608) fonde le séminaire diocésain ; son successeur, Maffeo Barberini (1608-1617) commence les travaux de reconstruction de la cathédrale, consacrée en 1680 ; en 1623, Barberini devient pape avec le nom d'Urbain VIII. Le 29 avril 1772, après plus de cent ans de tentatives de la curie romaine commencée en 1645, le siège de Spolète étant vacant à la suite du décès de Mgr Vincenzo Acqua, le pape Clément XIV sépare le territoire de l'ancien diocèse de Spello du diocèse de Spolète et l’ajoute à celui de Foligno.
Le 15 septembre 1821, en récompense de la perte du territoire au profit de l'érection du diocèse de Norcia, Spolète est élevé au rang d'archidiocèse non métropolitain, par la bulle Pervetustam episcopalium du pape Pie VII, tout en maintenant son exemption. Parmi les premiers archevêques, Giovanni Maria Mastai Ferretti (1827-1832) devient pape en 1846 sous le nom de Pie IX ; Giovanni Battista Arnaldi (1853-1867) est emprisonné en 1863 pour sa loyauté envers le pape ; sous l'épiscopat d'Elvezio Mariano Pagliari (1879-1900) la congrégation des sœurs de la Sainte Famille de Spolète est fondée à Spolète par le curé Pierre Bonilli. En 1859, les paroisses de la municipalité de Leonessa sont transférés au diocèse de Rieti. En 1980, la paroisse saint Michel Archange de Limigiano (frazione de Bevagna) est cédée au diocèse d'Assise. Après le IIe concile œcuménique du Vatican, le musée diocésain (1968) est créé par Ugo Poletti (1967-1969).

### Diocèse de Norcia
Le diocèse de Norcia est attesté avec certitude au Ve siècle. Historiquement, il n'y a que deux évêques de l'Antiquité, certainement attribués au siège de Norcia. Le premier est Étienne, qui prend part au concile de Rome organisé par le pape Symmaque le 1er mars 499 pour réglementer les méthodes d'élection du pape. Le second est Jean, qui participe, le 27 mars 680 au concile de Rome organisé par le pape Agathon pour renouveler la condamnation contre l'hérésie monothélite.
D'après les lettres de Grégoire Ier, nous savons que le siège est probablement vacant au début du VIIe siècle. En effet, en juin 603, l'évêque Chrysante reçoit une lettre du pontife l'informant qu'un procès contre des prêtres de Norcia, accusés de cohabitation avec des femmes, aurait lieu au tribunal ecclésiastique de son diocèse, indiquant que le diocèse de Norcia est sans évêque à cette époque. Après cette période, nous ne connaissons plus les évêques de Norcia et, au début du Moyen Âge, le siège fusionne avec le diocèse de Spolète, sous la juridiction duquel nous le trouvons au Xe siècle.
Le 6 janvier 1821, le diocèse de Norcia est rétabli par la bulle Ad tuendam du pape Pie VII en prenant sur le territoire de Spolète. Le diocèse, composé de plus d'une centaine de paroisses, est immédiatement soumis au Saint-Siège. Le premier évêque est Gaetano Bonanni (1821-1843), responsable de l'organisation du nouveau diocèse et de la mise en place des principales institutions conformément aux indications de la bulle Ad tuendam. Pour le maintien de la mense épiscopale et du séminaire, les revenus du monastère de saint Benoît de Norcia, de l'abbaye de Sant'Eutizio (it) et de l'abbaye de Sassovivo (it) sont affectés à l'entretien de l'évêché et du séminaire diocésain.
En 1976, la paroisse de Trimezzo, frazione de Cittareale, est cédée au diocèse de Rieti. En 1984, dans le cadre de la réorganisation territoriale des diocèses des Marches et pour faire coïncider leurs frontières avec celles des régions, le diocèse de Norcia cède 23 paroisses de la région des Marches de Visso, Castelsantangelo sul Nera et Ussita à l'archidiocèse de Camerino. À la suite de ces changements, à la veille de l’union avec Spolète, le diocèse de Norcia comprend les paroisses des municipalités de Norcia, Preci, Cascia et Monteleone di Spoleto.

### Archidiocèse de Spolète-Norcia
Le 13 mai 1972, Giuliano Agresti, archevêque de Spolète, est également nommé évêque de Norcia, unissant ainsi les deux sièges in persona episcopi. Le 30 septembre 1986, par le décret Instantibus votis de la congrégation pour les évêques, les deux diocèses sont pleinement unis et le nouveau district ecclésiastique prend son nom actuel.

## Sources
- (en) Archidiocèse de Spolète-Norcia, Catholic-Hierarchy

- (it) Cet article est partiellement ou en totalité issu de l’article de Wikipédia en italien intitulé « Arcidiocesi di Spoleto-Norcia » (voir la liste des auteurs).

### Articles liés
- Liste des diocèses et archidiocèses d'Italie
- Église catholique en Italie